# テネレッツァ
『テネレッツァ』(Tenerezza) は、アクアプラスから発売された3Dアクションロールプレイングゲーム。及びそれに登場する主人公。
2003年1月30日にXbox版が、同年3月28日にWindows版が発売された。

## 概要
これまでLeafブランドの移植作品が多かったアクアプラスの作品で最初のオリジナルタイトル。主人公のテネレッツァを動かし、パートナーの妖精ロロと共に魔法を使って交易都市エスペランサで起こった事件を解決していく。特定の条件を満たすことで（一度死ぬと二度と再挑戦が出来ない）サブイベントが発生したり、サブイベントをクリアすることでいろいろなレアアイテムや通り名が得られるなど、やり込み要素が強いゲームになっている。
Xbox版はあるイベントを進めてしまうと、ゲームができなくなる不具合がある。
Windows版の追加要素に、倒したモンスターが図鑑に登録される「モンスター図鑑」、「エンディングムービー」、2周目以降の2つのニューゲーム「強くてニューゲーム」と「わくわく巨人ランド」がある。特に「わくわく巨人ランド」はテネレッツァ以外のキャラクターが大きくなり、若干難しくなっている。

## 登場キャラクター
テネレッツァ
声：かかずゆみ
主人公。エスペランサで何でも屋を営む少女で、街一番の魔法使いでもある。通称「テネ」。年齢は不明だが体形や言動などからまだ子供のようである。露出度の高い格好をしており、「世界一のまじかる魔法ウィッチ」を名乗る元気いっぱいのカジュアルな性格で、街の人達からは好かれているがお調子者で金に汚いのが難点。デゼルト大統領の依頼で、エスペランサ周辺のモンスター大量発生事件の調査を始めることになる。剣術と炎水風土の4属性魔法、それらを応用した二刀流、2種類の属性魔法を合成した禁呪を駆使して戦う。
実は魔法帝国シエンツァの第127代帝位継承者であり、本名はカリタ＝デ＝テスタヴェルデ＝メロヴィ。顔を見たこともない神聖都市アルターレの皇太子と無理矢理結婚させようとする母親に反発し、国を飛び出し「放浪王女」となった。正室2000年の中で屈指の逸材と言われ、最終局面ではシエンツァの始祖エクレールの魂が封印された魔石の力を解放し、事件の黒幕だったデゼルトを圧倒する。平和が戻ってからは、セリウスと結ばれてエスペランサの商務長官に納まる。
テネレッツァ（Tenerezza）とはイタリア語で柔らかさ・優しさを意味する。
ロロ
声：ひと美
パートナー。「魔の森の主」と呼ばれる体長数十cmほどの妖精少女。テネレッツァ以上に露出度の高い格好をしている。モンスター大量発生の元凶と勘違いされテネレッツァと一戦を交えるが、誤解が解けた後は意気投合し冒険の旅に同行するようになる。関西弁で喋り、テネレッツァの惚けに対して突っ込みを入れる事が多い。
セリウス
声：保志総一朗
エスペランサ近郊の火山地帯で、炎の魔石守を務める赤毛の見習い剣士。炎の魔石を借りに来たテネレッツァとすれ違いから戦うが、事情を知って協力者になる。性格は優しくて生真面目。物語のヒーロー的な存在で、裏方としてテネレッツァとは別行動をとることが多いが、陰に日向に彼女のことを支え続ける。
本名はセーリオ＝ル＝アルターレ8世。出奔したテネレッツァに婚約を破棄され、「失恋皇太子」という不名誉なあだ名を付けられてしまった神聖都市アルターレの皇太子。家を出て炎の魔石守をしていた折にテネレッツァと出会い、互いの正体を知らないまま惹かれ合うようになる。平和が戻った後は空席になったエスペランサ大統領の地位を引き継ぎ、愛妻となったテネレッツァと共に仁政を布き街を発展させ続けた。
ヌーヴォラ
声：麻生智久
エスペランサ近郊の草原地帯で、風の魔石守を務める老ドラゴン。2000歳を超えているらしく、とてもスローな口調で話す。風の魔石を騙し取ろうとやって来た大勢の者達のせいで、すっかり人間不信になっており、魔石を借りに訪れたテネレッツァと戦うことになる。実は寂しかったらしく、戦闘後に傷ついた自分に優しくしてくれたテネレッツァに感激して、あっさりと風の魔石を譲ってくれる。
メルクーリオ
声：若泉絵子
エスペランサ近郊の雪原地帯で、水の魔石守を務める女戦士。800戦無敗を誇り、自身の強さに確固たる自信を持つ。戦闘狂であり、水の魔石を借りに来たテネレッツァに問答無用で襲い掛かってきた。しかし、敗北により自分が井の中の蛙であることを教えられ、再戦の約束と共にテレネッツァへ魔石を渡す。
クロワ
声：緒方賢一
エスペランサ近郊の荒地地帯で、土の魔石守を務める老剣豪。別名「茶色の賢者」。居合いに似た剣術を使い、「斬れないモノは斬れているモノだけ」と称される凄腕の持ち主だが、性格はスケベでセコく常に緊迫感に欠ける。他の三つの魔石を揃え、最後に自分の持つ土の魔石を借りに来たテネレッツァに、それらを制御出来るだけの資質を持つか問うために勝負を挑んでくる。テネレッツァに敗北した後はエスペランサにやって来て、セリウスと共に彼女の冒険を陰ながら支えてくれるようになる。
神聖都市アルターレの前教皇であり、今は太皇職についている。幼い頃のセリウスとも面識があるらしく、成長した彼の正体を一目で見破った。
エレキ
声：高塚正也
火山地帯の奥にあるエレキの塔に住む鬼。雷鳴を自在に操る卓越した魔法剣士であり、2000年前にシエンツァの始祖エクレールも彼の師事を受けた。「真の敵」の正体を追い求めるテネレッツァに戦いを挑み、道を指し示した。かつてロロとは夫婦であったらしく、戦いの後に「よりでも戻すか」と持ちかける。
シャーロムSE
声：根谷美智子
正式名称はシャーロム＝スケルツィ＝エヴォルツィオーネ。別名「恐怖のシャーロムSE」。魔界からやって来た女性の魔物で、高飛車なうえに厚顔不遜な性格。エスペランサ周辺の異常事態を引き起こした元凶であり、住み着いた魔の森の古城で大量のモンスターを召喚している。一人称は「マロ」、語尾は「〜おじゃる」と公家言葉で話す。
シャーロムXP
声：根谷美智子
正式名称はシャーロム＝クサンティッペ＝ペルフェツィオーネ。別名「絶望のシャーロムXP」。シャーロムSEの妹で、容貌や言動は姉に酷似しており、服装以外では見分けがつきにくい。倒された姉の敵討ちと称してデゼルトを拉致し、おびき寄せたテネレッツァに勝負を挑む。
デゼルト
声：茶風林
エスペランサの第11代大統領。街周辺の異常を解明をすることをテネレッツァに依頼した人物である。街の人々からは信頼を寄せられているが、テネレッツァには「蛇みたいな目が苦手」とやや疎まれている。堅苦しい性格で、ギャグや漫才の類は一切解さない。
魔界からシャーロム姉妹を召喚した、事件の黒幕にして本作のラスボス。高位の魔術師であり、自らの手で強大な魔法帝国をうち立て、世界を征服するという野望を持つ。大統領を務める裏でエスペランサの莫大な交易収入を着服し、異界や禁断の魔法の研究につぎ込んでいた。最終決戦では禁断魔法「魔王降臨」によって巨大な怪物へと変身する。圧倒的な力でテネレッツァを追い込むが、セリウスの身を挺した行動によって、エクレールの魔石を解放した彼女には敵わず敗れ去る。最後はシエンツァの王女であるというテネレッツァの正体に恐れおののき、半狂乱のまま自分が捨て駒にしたシャーロム姉妹の手によって、何処かへと連れ去られてしまう。
チョコレッタ
声：こやまきみこ
テネレッツァの妹分で「お姉ちゃん」「テネの姉貴」と呼び慕う少女。日本の時代劇調の話し方を高貴な言葉と思い込んでいる節があり、よくテネレッツァを巻き込んで時代劇ごっこをする。
インディー
声：岸尾だいすけ
名家の跡取りだったが、退屈を嫌いエスペランサにやって来た探検家。自惚れが強く、自分を「冒険野郎」と呼ぶことを周囲に強制する。よくテネレッツァに遺跡探検の助手を頼むが、本人は目的地についた途端にろくでもない理由でリタイヤしてしまうことがほとんどで、内部の探索はテネレッツァに押し付けられる。
実は凄腕の探検家らしく、戦いで倒れたテネレッツァをいつも街まで運んでくれるのは彼。どん臭い振る舞いは演技で、面倒な仕事をテネレッツァにやらせ自分は楽して宝物を手に入れようと考えているらしい。
キーツ
声：なし
エスペランサにある、バーも兼任する「おかわり食堂」で、いつも酒を呑んでいる与太者風の優男。テネレッツァが営む「何でも屋」の上客で、よく宝石集めの依頼をする。女好きな性格でテネレッツァに対しても、ひざまくらをしてほしいなど軟派な言動が目立つ。しかし、依頼報酬としてグレードの高いアイテムをくれたり、禁呪やミトラスの封印に関する情報をテネレッツァに教えるなど、只者ではない雰囲気を覗かせている。
正体はミトラスに仕える高位の魔族であり、テネレッツァに対する宝石集めの依頼はミトラスの封印を解くためのものである。
ミトラス
声：なし
古の時代、創造神として崇められていた存在だったが、自分の支配を拒む全てのものを抹消しようとして破壊神に転落する。紆余曲折の末に古代人やドラゴンによって、地下のミトラス神殿に封印されるが、今でも人類に恨みを持ったまま復讐の機会を狙っている。
隠しボス的な存在であり、テネレッツァがエスペランサ周辺に点在する封印を解く事で半復活状態となり戦える。

## スタッフ
- キャラクターデザイン : カワタヒサシ
- シナリオ : 永田和久
- プログラム : 山崎岳志
- ディレクター : 小菅かなめ
- プロデューサー : 下川直哉

## 主題歌
- OP : 「香る風」 - 作詞 : 元田恵美 作曲 : 豆田将 歌 : 元田恵美
- ED : 「旅の途中で」 - 作詞 : 豆田将 作曲 : 豆田将 歌 : 美崎しのぶ

## 関連商品

### 書籍
- テネレッツァ 公式ビジュアルファンブック エンターブレイン ISBN 4757714939

### CD
- 香る風
OPテーマ「香る風」を収録。
- LEAF VOCAL COLLECTION Vol.3
OPテーマ「香る風」とEDテーマ「旅の途中で」を収録。コミックマーケットやLeaf公式サイトなどでのインディーズ発売のみであったが、2006年8月23日に「AQUAPLUS VOCAL COLLECTION VOL.3」としてフィックスレコードより一般販売された。

### カードゲーム
Lycee
シルバーブリッツのカードゲーム、Lyceeに参戦している。収録エキスパンションは、Leaf3.0など。